# Jiří Dienstbier
Jiří Dienstbier (Kladno, 20 de abril de 1937 - Praga, 8 de janeiro de 2011) foi um político e jornalista checo. Após o fim do regime comunista em 1989, ele se tornou o primeiro não-comunista a ser da ministro das Relações Exteriores da Checoslováquia, cargo que ocupou até 1992.